# Нидерландска западноиндийска компания
Нидерландската западноиндийска компания (на нидерландски: Geoctroyeerde West-Indische Compagnie (GWIC); на английски: Chartered West India Company или Dutch West India Company) е нидерландска търговска компания, основана през 1621 г. и съществувала до 1792 г.
Основана е от Вилем Уселинк (Willem Usselincx), който на 3 юни 1621 г. получава харта от Република Съединени провинции, която му позволява да бъде монополист в търговията със Западните Индии (Карибските острови). Той получава юрисдикция над търговията с роби, с Бразилия, Карибските острови и Северна Америка. Тази харта е целяла да отстрани конкуренцията в лицето на Испания и Португалия. Нидерландската западноиндийска компания е основен инструмент за нидерландската колонизация на Америка.